# Scenopinus flandersi
Scenopinus flandersi är en tvåvingeart som beskrevs av Kelsey 1969. Scenopinus flandersi ingår i släktet Scenopinus och familjen fönsterflugor.
Artens utbredningsområde är Kalifornien. Inga underarter finns listade i Catalogue of Life.